# Thief (serie)
Thief (lett. "ladro") è una serie di videogiochi stealth pubblicati da Eidos Interactive a partire dal 1998, in cui il giocatore impersona il ladro Garrett in un mondo immaginario steampunk, somigliante a un incrocio fra l'Alto Medioevo e l'età vittoriana, con l'aggiunta di primitive tecnologie, magia e creature fantastiche.

Immagine tratta da Thief II

## Videogiochi
| Anno | Videogioco                 | Piattaforma/e                    | Sviluppatore   |
| ---- | -------------------------- | -------------------------------- | -------------- |
| 1998 | Thief: The Dark Project    | Windows                          | Looking Glass  |
| 2000 | Thief II: The Metal Age    | Windows                          | Looking Glass  |
| 2004 | Thief III: Deadly Shadows  | Windows, Xbox                    | Ion Storm      |
| 2014 | Thief                      | Windows, Xbox 360, PlayStation 3 | Eidos Montréal |
| 2025 | Thief VR: Legacy of Shadow | dispositivi VR                   | Maze Theory    |

In Italia i primi due titoli, tradotti solo nel manuale, sono usciti come Dark Project: L'ombra del ladro e Dark Project II: The Metal Age. Una versione migliorata e aggiornata di The Dark Project, intitolata Thief: Gold, è stata distribuita nel 1999 e aggiunge al gioco base tre nuove missioni, nuovi nemici e la risoluzione di diversi bug.
I Looking Glass Studios, già creatori dell'acclamato System Shock, hanno sviluppato sia Dark Project: L'ombra del ladro, sia Dark Project II: The Metal Age. Dopo la bancarotta dello studio, avvenuta nel 2000, molti lavoratori sono stati trasferiti alla Ion Storm Austin, dove hanno iniziato a sviluppare il terzo capitolo della serie, intitolato Thief: Deadly Shadows. Il gioco è stato pubblicato il 25 maggio 2004, portando per la prima volta un episodio della saga anche sul mercato console.
Con l'uscita di DromEd, un editor di mappe dedicato, la particolarmente attiva comunità dei fan ha iniziato a distribuire una ricca serie di missioni amatoriali, alcune delle quali hanno raggiunto un successo tale che i loro creatori sono stati assunti alla Ion Storm Austin per lavorare su Thief: Deadly Shadows.
Dopo qualche anno di silenzio, la saga è stata poi ripresa da Eidos Montréal, che nel 2009 annunciava tramite il suo sito internet di essere attivamente al lavoro su Thief IV. Nel corso degli anni successivi, si sono susseguite numerose smentite e conferme, giungendo poi all'ufficializzazione del nuovo capitolo, che è stato presentato come un reboot con un nuovo protagonista, ambientato molti anni dopo rispetto alla trilogia originale.
Il 2 aprile 2013 viene diffuso in rete il primo trailer ufficiale del gioco, anticipato poco più di una settimana prima da un teaser trailer della durata di 27 secondi. Il videogioco, intitolato semplicemente Thief, è stato pubblicato su Xbox One, PS4 e PC il 28 febbraio 2014.

## Modalità di gioco
La saga di Thief è stata la prima serie di videogiochi a introdurre una meccanica di gioco stealth realistica e in prima persona, fondata su un motore grafico espressamente concepito per gestire differenti effetti di illuminazione, suoni dinamici, nonché (a partire da Deadly Shadows) una rappresentazione molto verosimile della fisica degli oggetti. L'intelligenza artificiale dei personaggi non giocanti permette loro di effettuare alcune azioni in maniera autonoma, e contribuisce a creare un mondo di gioco vibrante e coinvolgente, in cui ogni mappa è popolata di passanti che conversano tra di loro per le strade, mercanti che offrono le loro cianfrusaglie, guardie che si lamentano dei loro turni di notte, avventori che si ritrovano a bere nelle taverne. 
L'essenza del gioco sta nel cercare di evitare gli scontri diretti e di superare silenziosamente i nemici per raggiungere gli obiettivi della missione, nascondendosi fra le ombre e al riparo da occhi indiscreti. Uccidere un innocente spesso causa il fallimento della missione, mentre ai livelli di difficoltà più elevati uccidere chiunque, nemici compresi, comporta il termine della partita. Per raggiungere gli obiettivi, spesso è utile carpire informazioni o segreti che facilitano lo svolgimento del gioco, ad esempio origliando le conversazioni tra i vari personaggi o cercando note e documenti lungo la via. È necessario prestare molta attenzione ai percorsi delle guardie e ai loro movimenti, e memorizzare la posizione degli avversari, in modo da cogliere l'attimo giusto per sgattaiolare tra di loro senza essere visto.
Il comparto sonoro del gioco è una parte integrante e fondamentale del gameplay. Bisogna tenere in considerazione i rumori sia per individuare la presenza di nemici nelle vicinanze, sia perché gli eventuali suoni provocati dal giocatore possono attirare le guardie verso il loro luogo d'origine. Per evitare di essere uditi si può camminare furtivamente o attraversando superfici morbide, piuttosto che pavimenti in marmo o mattonelle su cui i passi risuonano in maniera più fragorosa.
Anche la luce gioca un ruolo essenziale nelle strategie di movimento. Un'icona sullo schermo (chiamata Gemma della Visibilità) indica in ogni momento quanto sia esposto il protagonista. Nascondersi negli angoli più bui, o rimanere accovacciati, rende il personaggio meno visibile, mentre camminare in piedi o correre aumenta esponenzialmente il rischio di essere individuati. Il giocatore deve sempre tenere presente la differenza di illuminazione fra le aree, così da poter trovare un rifugio sicuro nel caso dovesse rendersi necessario nascondersi tra le ombre. 
Durante ogni missione, è possibile utilizzare dei particolari strumenti che permettono al giocatore di ottenere determinati risultati a seconda delle situazioni. È chiaramente possibile scassinare porte e lucchetti, permettendo di rubare oggetti di valore, oppure di accedere ad aree inizialmente non raggiungibili. Il giocatore ha a disposizione anche un arco composito, con il quale non solo può attaccare gli avversari, ma anche avvantaggiarsi grazie all'utilizzo di frecce speciali. Le frecce con la ampolla d'acqua, ad esempio, possono essere usate per spegnere torce o bracieri, diminuendo l'illuminazione nella zona e andando a creare utili sacche d'ombra che possono essere usate per occultarsi. Le frecce magiche di muschio creano sul pavimento un tappeto d'erba che attutisce il rumore degli spostamenti. Le frecce con la punta rumorosa causano una serie di scoppi e crepitii che attirano l'attenzione delle guardie, allontanandole dal loro percorso di ronda. Le frecce a corda funzionano come un rampino, permettendo di arrampicarsi verso il punto in cui sono state lanciate.
Thief ha contribuito alla nascita di un vero e proprio nuovo genere, i videogiochi stealth, che hanno attinto a piene mani dallo stile di gioco della serie Looking Glass. L'esempio più diretto è probabilmente costituito dalla serie di Splinter Cell, in cui il sistema di gestione della luce, dei rumori, e l'interfaccia che mostra di essere più o meno visibile, sono analoghi a quelli impiegati in Thief.

## Ambientazione
Il mondo di Thief è in sostanza un medioevo dark fantasy, che presenta caratteristiche ed elementi steampunk. Gli eventi si svolgono prevalentemente per le strade e nei vicoli di una tetra megalopoli senza nome, conosciuta semplicemente come La Città. Nel corso della storia, la tecnologia ha raggiunto un livello intermedio tra quello della prima e quello della seconda rivoluzione industriale, in cui la diffusione delle macchine a vapore e la scoperta dell'elettricità avevano permesso una forte espansione commerciale e urbanistica, con lo sviluppo di una economia più fervente e moderna. Una gran parte dei quartieri della Città vengono illuminati grazie all'energia elettrica, che contribuisce anche ad alimentare molti dei numerosi macchinari e dispositivi che campeggiano in ogni luogo. La metallurgia è una delle discipline chiave per la società, e viene venerata in modo quasi religioso da alcune delle fazioni presenti nel gioco. Le armi da fuoco paiono non esistere, con l'eccezione dell'artiglieria pesante con cui sono equipaggiate alcune sentinelle Meccaniciste e, paradossalmente, i motori a vapore non sembrano essere mai stati impiegati per la locomozione dei veicoli. Le guardie indossano elmo e cotta di maglia, i soldati utilizzano spade lunghe e mazze ferrate, e la maggior parte delle strutture e degli edifici ricordano più uno stile architettonico tardo medievale che non quello di epoca vittoriana che è solitamente tipico delle ambientazioni steampunk. Ciononostante, l'abbigliamento dei membri civili della borghesia e dell'aristocrazia appare simile a quello del periodo rinascimentale.
Al di fuori della Città, lo svolgimento della trama prevede anche occasionali escursioni in aree limitrofe, come l'Isola di Markham, la Cittadella dei Kurshok, e perfino il viaggio in una dimensione parallela, nota come l'Abisso del Caos. Nel mondo del gioco fanno infatti la loro comparsa anche numerosi elementi soprannaturali, e la magia influenza in ogni momento una parte preponderante del corso degli eventi.

### La Città
La Città, a quanto si dice, è incredibilmente antica e sorge sulle rovine di un altro insediamento precedente, che era stato abitato dai cosiddetti Precursori. I Precursori erano una civiltà avanzata, governata da un Re, e avevano raggiunto vette di sviluppo incomparabili riuscendo a fondere tra di loro in maniera armoniosa la sapienza nella magia e quella nella tecnica. La loro stirpe venne spazzata via da un tremendo cataclisma che fece sprofondare sotto terra praticamente ogni traccia della loro esistenza.
La Città è governata da un Barone che però, nel corso degli avvenimenti narrati nel gioco, si trova lontano impegnato in una guerra per il dominio sulle rotte commerciali con la vicina Blackbrook. In sua assenza, la Città è quindi in preda a un vuoto di potere, e viene amministrata da uomini carismatici e corrotti, solitamente appartenenti al ceto nobiliare, tra i quali spesso sorgono delle faide. Accanto a loro, nel sottobosco criminale, si muovono i Protettori (i capi criminali), ciascuno occupante una zona specifica, di cui gestisce tutti i traffici non legali.
Mano a mano che si procede con la trama, si viene conoscenza dei vari quartieri e zone che costituiscono la Città. A causa della frammentarietà delle informazioni però, certe aree vengono solamente citate. I principali quartieri sono:
- Auldale: uno dei quartieri più ricchi e aristocratici della Città, situato a est del fiume. L'ispettore Hammerita Drept (in Thief: Deadly Shadows) e la Guardia Cittadina lo rendono un luogo sicuro in cui muoversi anche di notte. I residenti, tutti appartenenti alla nobiltà o all'alta borghesia, possono godere del verde dei parchi e delle numerose esposizioni artistiche al Museo Wieldstrom. Nonostante l'apparente sicurezza della zona, però, girano voci di attività pagane nel maggiore dei parchi pubblici locali. Lungo il canale, inoltre, si riportano avvistamenti della Vecchia Grigia e sono avvenuti strani omicidi nelle settimane precedenti l'inizio dell'avventura.
- Dayport: un'area commerciale sul lungomare che ospita importanti attività finanziarie e mercantili di alto livello. È sede della torre meccanicista di Angelwatch.
- Il Porto: una zona malfamata, sede di attività illegali di contrabbando. È fortemente sconsigliato aggirarvisi di notte. Si dice che la prima pietra della Città sia stata posta dai Fondatori proprio in questo luogo. Dal molo è possibile vedere il faro dell'Isola di Markham.
- Eastport: un porto fluviale che si trova sulla riva est del fiume.
- Westport: probabilmente opposto a Eastport, è un altro porto fluviale.
- Quartiere Nord: dove è possibile trovare l'abitazione di Ramirez, e la più prestigiosa banca cittadina, la First City Bank & Trust.
- Newmarket: sede del negozio di Farkus, non troppo lontano dall'abitazione di Garrett nel primo Thief.
- Quartiere Nuovo: solamente citato.
- Quartiere Vecchio: una delle zone più antiche e misteriose della Città. Circa cinquant'anni prima degli eventi del gioco, una tremenda infestazione di creature non morte costrinse il Barone dell'epoca a prendere la drastica decisione di erigere un imponente muro che tenesse per sempre relegate le influenze maligne che sprigionavano da quei luoghi. Il castello di Fort Ironwood, con il suo cimitero adiacente, è tuttora spesso infestato da esseri soprannaturali.
- Quartiere Sud: una delle zone più densamente popolate della Città e sede della residenza di Garrett, in Deadly Shadows. Qui hanno sede la prigione di Pavelock, il più importante penitenziario della Guardia Cittadina dopo la prigione degli Hammer (dove viene deportato il ricettatore di Garrett) e il manicomio di Shalebridge, anch'esso abbandonato da decenni a seguito di una serie di misteriosi avvenimenti, culminati con un incendio in cui persero la vita molti degli occupanti.
- Stonemarket: il quartiere dei tagliapietre e centro dei commerci della Città. Molti mercanti risiedono in case appartenenti alle loro corporazioni e nelle botteghe dei ricettatori vengono spesso conclusi affari al limite della legalità. Il quartiere è diviso in due zone, Stonemarket Plaza e Stonemarket Proper. Nella prima zona è ubicata la Torre dell'Orologio, proprietà dell'Ordine del Martello, nonché edificio più alto della Città. Nella seconda zona invece si trova la cattedrale di Saint Edgar.
- Shalebridge: un antico quartiere residenziale. In Deadly Shadows confina col famigerato orfanotrofio / manicomio stregato che ne porta il nome.

### Fazioni
Ci sono tre fazioni principali che operano nella Città:
- I Guardiani o Custodi ("The Keepers" in lingua originale) sono un'antica confraternita di osservatori, dedita alla preservazione dell'equilibrio nel mondo. Al di fuori di essi, la gente comune non sa della loro esistenza. Decenni prima degli eventi della storia, Garrett era stato un accolito di questa organizzazione e, una volta ritiratosi, decide di mettere a frutto le abilità ivi apprese per i suoi scopi criminali. Anche se Garrett rifiuta sistematicamente ulteriori coinvolgimenti con i propri maestri, questi riescono spesso a manipolarlo per far sì che ponga in essere le loro profezie e i loro oscuri progetti. La maggior parte dei poteri dei Guardiani derivano dalla lettura dei Glifi, una forma di scrittura magica e misteriosa, che è in grado di rivelare loro le profezie e permette a chi ne sa usufruire l'utilizzo di incantesimi incredibilmente potenti. I Guardiani sembrano essere fortemente dipendenti dalla magia dei Glifi, tanto che Garrett e Artemus paiono essere gli unici due rimasti in grado di operare efficacemente anche senza di essi. In Deadly Shadows viene implicato che nel corso dei secoli, l'eccessivo abuso del potere dei Glifi abbia di fatto corrotto la purezza dell'ordine, andando a intaccare l'anima della maggior parte dei membri, e portando l'intera civiltà a ridosso dell'avvento di una nuova Era Oscura.
- L'Ordine del Martello ("Order of the Hammer") è un gruppo di fanatici religiosi tecnocrati conosciuti anche come Hammeriti (in lingua originale "Hammerites", cioè letteralmente seguaci del martello). Lo scopo ultimo della loro fede sta nel portare a compimento la visione del Grande Costruttore, il dio-architetto da loro venerato, che professa un mondo di ordine e disciplina, dove tutto è composto di pietra e metallo. Rappresentano la bruciante forza del progresso tecnologico nel mondo di Thief e molte sono le somiglianze tra l'Ordine e la religione ortodossa (simile a sua volta alla Chiesa cattolica medievale). Gli Hammeriti sono abili guerrieri e solitamente portano con sé dei grandi martelli di metallo che simboleggiano la loro dedizione al lavoro industriale, ma sono anche armi incredibilmente efficaci contro qualunque avversario. Disprezzano gli adoratori della Natura (i Pagani) e sono nemici giurati dei non morti e delle aberrazioni mutanti che ancora proliferano nelle tenebre sotterranee della Città.
- Nel secondo capitolo della serie un gruppo di scismatici Hammeriti, sotto la guida del carismatico (e pazzo) Padre Karras, crea la setta dei Meccanicisti ("Mechanists"). Più ferventi rispetto ai cugini Hammeriti nella loro fede verso la tecnologia, i Meccanicisti fabbricano automi a vapore ed altre macchine elettriche particolarmente avanzate, e anelano la completa distruzione di ciò che è naturale, nella smania di soggiogare l'intera popolazione per ridurla in schiavitù. La trama di Dark Project II: The Metal Age si snoda completamente attorno a questa setta che è citata anche nel terzo gioco della serie.
- Infine i Pagani, che rappresentano le forze della Natura e del Caos. Adorano il culto della Natura e vivono nelle profondità delle foreste, lontani dalla Città. I Pagani rifiutano la tecnologia e vivono in armonia con selvagge e sovrannaturali creature mutanti, che li aiutano nei loro compiti quotidiani. Disprezzano gli abitanti della Città e sono nemici aperti degli Hammeriti. I Pagani non sono però esperti combattenti e si affidano più che altro alla furtività e al sotterfugio nella loro campagna per sovvertire l'ordine della civiltà. Alcuni di loro, i druidi, sono in grado di scagliare potenti incantesimi ed effettuare oscuri rituali che gli permettono di popolare di piante selvatiche anche i quartieri più interni della Città, trasformandoli in santuari che vengono spesso presidiati dai membri della loro setta. Il loro dio, The Trickster, e i fatti che circondano le loro azioni, sono centrali nella trama del primo capitolo della serie. Per uno strano scherzo del destino, dovranno allearsi con Garrett contro la minaccia Meccanicista in Thief II.

### Armi e attrezzi
Le armi che è possibile utilizzare in Thief sono:
- Spada: anche se Garrett è un ladro dispone sempre di una spada per la difesa personale. Ovviamente tenta di non dover mai ricorrere a essa, ma se la situazione si fa spinosa può rivelarsi l'ultima spiaggia. Nel gioco, la meccanica di combattimento dispone inoltre di un comando di parata: tenendo premuto il pulsante Garrett entrerà in posizione di difesa, bloccando il prossimo attacco nemico. Ai livelli di difficoltà più elevati, dato che non si possono uccidere gli umani, la spada non ha ragione di essere estratta, tranne che per eliminare i mostri.
- Pugnale: in Thief: Deadly Shadows la spada è sostituita da un pugnale, probabilmente ritenuto più adatto ad un ladro rispetto a un'ingombrante lama lunga. Il pugnale è un'arma rapida ed efficace, ma non permette di parare i colpi inferti dagli avversari. Può però essere utilizzato per assassinare i nemici alle spalle con un singolo affondo.
- Manganello: questa è probabilmente l'arma più utilizzata della serie, assieme alle frecce d'acqua. Cogliendo un avversario alle spalle, anche se vi sta cercando, lo si tramortirà, facendogli perdere i sensi. Le guardie non subiscono alcun effetto quando sono in allerta, mentre i servi o i passanti possono essere storditi anche se già in stato di allarme. Se una guardia è stata accecata da una bomba abbagliante la si può stordire da qualsiasi posizione. Non è comunque necessario usare il manganello in ogni situazione, dato che con una tattica di gioco accorta si possono tranquillamente sfruttare le ombre senza essere visto da nessuno.
- Freccia a punta larga: una comune freccia da combattimento, adatta a infliggere danni grazie alla sua punta larga. Ai livelli di difficoltà più elevata sono ovviamente inutili, tranne che per uccidere i mostri e per provocare un mediocre rumore all'impatto, in modo da distrarre le eventuali guardie, spingendole a controllare verso la sorgente del suono. Se scoccate nell'ombra verso le parti vulnerabili (specialmente la testa o il torso) di un nemico ignaro della presenza di Garrett, possono uccidere ogni avversario all'istante.
- Freccia d'acqua: sono le frecce più utilizzate dai giocatori di Thief, dato che per un ladro è essenziale l'oscurità, e grazie ad esse è possibile spegnere la maggior parte delle fonti di luce, torce o candele. Non hanno effetto sulle lampade elettriche. Utilizzare le frecce d'acqua semplifica di molto il lavoro, e sono tra gli oggetti che non possono mai mancare nell'inventario. Un'altra loro preziosa caratteristica è che, se opportunamente benedette con dell'acqua santa, si tramutano nella vostra arma principale contro i non-morti. Possono anche lavare le tracce di sangue dal terreno per evitare che una pattuglia entri in allerta, ma ovviamente non ci sono molte occasioni per utilizzarla in questo senso.
- Freccia al muschio: le frecce a muschio sono magiche e liberano una grossa quantità di muschio attorno alla zona in cui cadono. Il loro valore appare chiaro quando si passa per zone dove il pavimento è molto rumoroso (ceramica o metallo). A volte non sarà necessario utilizzarle, mentre altre volte saranno quasi indispensabili. L'area in cui il muschio si spande è quella direttamente attorno al punto d'impatto, perciò bisogna puntare bene la zona che si vuole ricoprire.
- Freccia di fuoco: a differenza delle altre frecce, questa viaggia secondo una traiettoria lineare e neanche tanto velocemente (in Deadly Shadows hanno una traiettoria parabolica e la stessa velocità di una comune freccia); si tratta infatti di una freccia magica incendiaria, e non una normale freccia predisposta. Esplodono all'impatto e sono tanto dannose quanto irrisorie nella quantità, e riescono quindi molto utili contro i nemici più pericolosi. Possono anche accendere delle torce spente in precedenza, ma le occasioni in cui ha senso farlo sono poche nel gioco. Inoltre il loro impatto genera un forte rumore che può essere sfruttato per distrarre le guardie, ma sarebbe uno spreco utilizzarle per un compito per cui si può usare una freccia del caos. In Deadly Shadows possono essere usate assieme a piccole bottiglie di liquido infiammabile per creare muri di fuoco adatti a danneggiare i nemici nell'area.
- Freccia a corda: molto utile anche se non sempre ci sono occasioni di utilizzarla. Una volta conficcata in una superficie morbida (legno, erba o terra) libererà una corda su cui ci si potrà arrampicare per raggiungere luoghi altrimenti inaccessibili o per sparire temporaneamente dalla circolazione, utile quando una guardia sta cercando il giocatore. In Thief II per un breve periodo ne utilizzerete una versione analoga (Freccia a vite) che libera una liana, e ha il vantaggio di attecchire anche su superfici metalliche. In Deadly Shadows (con non poche lamentele da parte dei fan "puristi") esse sono sostituite da guanti da arrampicata efficaci però solo su superfici in pietra.
- Freccia del caos: una freccia particolare che una volta scoccata inizierà a emettere rumore e allerterà i nemici nelle vicinanze. Lo scopo palese è quello di distoglierli dai loro posti di guardia e sgattaiolare frattanto che cercano la sorgente del rumore, ma non c'è mai un punto in cui sono realmente necessarie. Ad ogni modo, una volta trovata la freccia, le guardie saranno molto più sospettose di prima e spesso continueranno a cercare l'intruso, e nei livelli con allarme questo verrà fatto sempre scattare, quindi bisogna scegliere bene quando utilizzarla. Certe volte è anche possibile raccoglierle per riutilizzarle.
- Freccia a gas: rara e costosa, ma efficace per narcotizzare a distanza una guardia per cui l'avvicinarsi con il manganello sarebbe troppo rischioso. Data la loro scarsità e il loro costo vanno usate con parsimonia in modo da non lanciarle contro obbiettivi inutili o sprecarle a vuoto. Se per sbaglio il giocatore lancia la freccia troppo vicino verrà lui stesso danneggiato dal gas. Come le frecce di fuoco, procedono per una traiettoria rettilinea in Thief e Thief II.
- Bomba abbagliante: un gadget estremamente utile, tuttavia è ancora meglio se non vi è il bisogno di utilizzarla. Una volta lanciata esplode al contatto generando un lampo che accecherà temporaneamente gli avversari (e in Thief II anche il giocatore se non è attento). Possono anche danneggiare i non-morti e, considerando il loro raggio d'azione elevato, rendono al meglio contro gruppi di nemici. Vanno usate soprattutto per confondere e poi tramortire un avversario pericoloso che sta correndo contro di voi, o per scappare da una situazione apparentemente senza uscita.
- Mina: ne esistono di due tipi: esplosive e al gas. Le prime causano ingenti danni e rumore, molto utili sui mostri e alle difficoltà minori, sulle guardie più ostiche. Le seconde invece stordiranno l'avversario, come fosse tramortito da un colpo di manganello. Camminarci sopra una volta piazzate non è saggio, ma un ladro attento può disinnescarle con i grimaldelli, se si avvicina abbastanza da non farle scattare.
- Grimaldelli: i ferri del mestiere del ladro, saranno disponibili a partire solamente dalla missione quattro di Thief e sono indispensabili per scassinare serrature altrimenti inapribili senza la chiave. Ve ne sono due, le serrature più semplici ne richiederanno uno solo ma quelle più complesse potrebbero necessitare di entrambi. Per scassinare una serratura bisogna avvicinarsi abbastanza alla porta da evidenziarla, dopodiché durante lo scassinamento si sentirà il rumore della serratura che viene manomessa. Al termine della procedura si sentirà la serratura scattare, oppure un click che indica che bisogna passare all'altro grimaldello (continuando finché non si apre). Se si sente un click fin dall'inizio significa che il grimaldello è sbagliato e se entrambi non servono allora la porta o il forziere si può aprire solo con l'apposita chiave. In Deadly Shadows i vari grimaldelli sono sostituiti da un sistema di grimaldello unico il cui obbiettivo è far scattare vari cilindri concentrici per aprire la porta.
- Pozioni: a seconda dello stile di gioco adottato possono essere superflue o molto preziose. La prima con cui si entra a contatto nel gioco è la pozione curativa, dagli ovvi effetti, seguita dalla pozione di velocità, comoda per scappare da situazioni spinose. Altre pozioni rare e costose sono quella di respiro, indispensabile per passare in alcuni punti in cui bisogna nuotare più a lungo di quanto il fiato possa resistere, quella di caduta lenta, che permette di buttarsi da grandi altezze atterrando come piume, e quella di invisibilità. Ci sono anche altre pozioni, e ovviamente gli effetti sono temporanei.
- Occhio meccanico: a un certo punto della storia, Garrett perde il suo occhio destro che sostituirà con un occhio meccanico donatogli dal Mastro Forgiatore Karras. In The Metal Age l'occhio viene utilizzato attraverso i "globi di esplorazione", ovvero dei dispositivi visivi che si possono lanciare e che grazie a un collegamento all'occhio di Garrett garantiscono una visuale della zona intorno. Inoltre l'occhio è utilizzabile anche direttamente tramite una funzione di zoom, che in Deadly Shadows offre anche una sorta di "visione notturna".
- Bestia rana: questa strana creature del mondo pagano è come una rana kamikaze, che salterà verso l'avversario ed esploderà causando molti danni. Se non ci sono dei nemici nei paraggi si rivolterà contro il giocatore. Sono utilizzabili in The Metal Age, mentre in The Dark Project se ne possono incontrare alcune ostili in certi livelli.

## Protagonisti
Oltre al protagonista ci sono anche molti personaggi centrali nella serie:
- Garrett: il protagonista, nei panni del quale il giocatore affronta le varie avventure della saga. Orfano che non ha mai conosciuto i genitori, da bambino si procurava da vivere in strada come borseggiatore, finché non si imbatté nel Custode Artemus, che, riconoscendo il suo talento, lo invitò ad entrare nella sua confraternita per addestrarsi come Custode; Garrett, pur avendo assolto brillantemente l'addestramento, abbandonò la confraternita prima di esserne iniziato, con l'intento di utilizzare le abilità apprese non per sorvegliare passivamente il corso degli eventi, come vorrebbe il codice dei Custodi, bensì per rubare ai ricchi e donare a sé stesso. Cinico, freddo e spregiudicato, Garrett in generale non ha interesse per le faccende che non lo riguardano, ma viene involontariamente coinvolto in una serie di eventi che lo vedranno emergere come l'eroe della situazione. Ha una sua etica professionale e non uccide se può evitarlo. Nel corso delle sue avventure in Dark Project perde l'occhio destro, che viene sostituito da un monocolo meccanico fabbricato dall'Hammerita Karras, donatogli in cambio dei servizi resi; quest'apparecchio aumenta le capacità visive di Garrett e gli permette di ottenere una vista telescopica.
- Custode Artemus: mentore di Garrett, è stato lui a reclutarlo nei ranghi dei Custodi e ad insegnargli tutto quello che sa. È rimasto sempre in contatto con il ladro nel tentativo di ottenere il suo prezioso aiuto nella risoluzione delle profezie che man mano si manifestavano. Nutre un sincero affetto per Garrett nonostante quest'ultimo abbia rifiutato la via dei Custodi, ed anche il ladro sembra rispettarlo. Artemus appare il solo la cui furtività possa rivaleggiare con quella di Garrett e in alcune occasioni è persino riuscito a coglierlo di sorpresa.
- Cutty: un ricettatore che offre spesso lavori a Garrett. Il primo livello di Dark Project si basa proprio su di una sua commissione, e nel livello successivo Garrett cercherà di rintracciarlo nella prigione hammerita di Cragscleft.
- Perry il Senzacuore: un altro ricettatore, fornisce alcune importanti soffiate a Garrett in Deadly Shadows.
- Basso: un collega ladro, esperto nello scassinare serrature ma che Garrett considera poco abile nel muoversi furtivamente. Nel secondo livello di Dark Project Garrett, volendo far colpo su sua sorella, cerca di farlo evadere dalla prigione di Cragsleft, mentre in Dark Project II la prima missione tutorial consiste nell'aiutarlo a liberare la sua fidanzata Jenivere.
- Ramirez: uno dei capi criminali interessato ai servigi di Garrett. All'inizio dell'avventura, decide di farlo assassinare, mettendo in moto una catena di eventi che poi porterà all'incontro con Constantine e Viktoria.
- Constantine: un bizzarro ed eccentrico ricco, giunto da poco in città e di cui nessuno sa niente. È il proprietario di una villa sontuosa e pittoresca, che assomiglia di più a un luna park che a un'abitazione. Dopo aver messo alla prova Garrett, Constantine gli consegna la propria spada e lo assolda per recuperare un misterioso e potente artefatto magico noto come l'Occhio. Le conseguenze di questo incarico, e la vera natura di Constantine, sono il motore della storia di Dark Project.
- Viktoria: una donna scaltra e affascinante che organizza l'incontro tra Garrett e Constantine, col quale lavora. Altrettanto misteriosa e di origini sconosciute, si scoprirà poi essere una potente strega pagana, che sottrae l'occhio destro di Garrett dopo averlo ingannato. In Dark Project II stringe una temporanea alleanza con Garrett, per contrastare Padre Karras, acerrimo nemico dei Pagani. Viktoria è, assieme ad Artemus, una delle uniche persone per cui Garrett sembra provare rispetto, quantunque ne diffidi fortemente.
- Padre Karras: un geniale inventore Hammerita e, a dispetto di un grave difetto di pronuncia, carismatico profeta. In Dark Project è il membro dell'Ordine del Martello che fabbrica l'occhio meccanico per Garrett. In Dark Project II Karras si è separato dagli Hammeriti, ritenendoli superati, per fondare una propria setta scismatica, i Meccanicisti, ancora più radicali e fanatici. Nutre una morbosa ossessione per la tecnologia e per le sue invenzioni, in particolare gli automi sentinella, e nel suo delirio di onnipotenza si vede designato dal dio Costruttore (al quale tende ad equipararsi) per sterminare la minaccia Pagana e fondare un nuovo mondo di ordine, paradisiaco e perfetto.
- Sceriffo Gorman Truart: un corrotto tutore della legge che diventa leader della Guardia Cittadina e un potente antagonista di Garrett in Dark Project II. Assetato di potere, Truart opprime le persone, raccoglie tangenti, soffoca brutalmente la criminalità e sembra avere una ruggine particolare con Garrett. Inoltre conduce loschi affari con Padre Karras, capo della setta dei Meccanicisti.
- Tenente Mosley: un membro della Guardia Cittadina sotto il comando dello Sceriffo Truart, e una dei suoi due più fidati luogotenenti. A differenza di Truart, Mosley è un'ufficiale solida e onesta, che rifiuta la brutalità dello Sceriffo.
- Direttore Stout: è il direttore della prigione di Pavelock. Sbeffeggia Garrett, convinto di poterlo tenere rinchiuso fino alla sua esecuzione, salvo poi ovviamente doversi ricredere subito dopo.
- Custode Orland: un membro dell'ordine dei Custodi che nutre un forte disprezzo per Garrett. Diviene il leader della confraternita in Thief: Deadly Shadows. La sua leadership si dimostra troppo burocratica e poco solida, cosa che gli attira la sfiducia di Garrett e di alcuni dei suoi confratelli, e finirà col mettere a repentaglio l'esistenza stessa dell'ordine dei Custodi.
- Interprete Caduca: una Custode con l'incarico di fornire una interpretazione alle profezie dei glifi. Queste profezie sono centrali nel lavoro dei Custodi, quindi Caduca ha un ruolo molto importante all'interno dell'organizzazione, e soprattutto il Primo Custode Orland è spesso vincolato ai suoi consigli. Caduca appare molto più fragile e anziana di quanto non sia in verità, perché la prolungata esposizione alla magia dei glifi causa un invecchiamento accelerato.
- Traduttrice Gamall: assistente e successore designata di Caduca, è una bambina pallida e apparentemente priva di emozioni, che si limita a tradurre le interpretazioni di Caduca nella lingua corrente.
- Dyan e Lorkspur: sono due Pagani, una sciamana e un guerriero tatuato, che in Dark Project II appaiono come luogotenenti di Viktoria, mentre nel terzo capitolo della serie la prima assume la leadership della fazione, con Lorkspur come suo secondo.
- Trickster: il dio venerato dai pagani, da loro costantemente invocato nelle loro preghiere e nei loro rituali. Si tratta di una creatura mostruosa e dotata di poteri enormi che governa un mondo magico e selvaggio, dove i suoi seguaci convivono con bestie sovrannaturali, rigettando la tecnologia e la società urbana. La setta pagana arriva a insediarsi in alcuni quartieri della Città per diffonderne il credo all'insaputa degli abitanti.
- La Signora Grigia o la Vecchia (in originale "Grey Lady" o "The Hag"): una sinistra strega che si aggira nella Città di notte, uccidendo le proprie vittime e sottraendo loro la pelle. Persino i Pagani, che sono abituati a coesistere con mostruose creature, la vedono come un abominio. Da molti ritenuta solo una favola, la Vecchia sembra essere l'Uomo Nero del mondo di Thief ed appare in diverse filastrocche per spaventare bambini.
- Ispettore Drept: uno dei più temuti e rispettati inquisitori dell'ordine Hammer, ha dedicato una vita intera alla ricerca di prove che permettessero di rintracciare e distruggere la Signora Grigia, che, quando lui era bambino, uccise e scuoiò la sua amica di infanzia davanti ai suoi occhi, per poi scomparire nel nulla.
- "Benny": un ubriacone che appare spesso nella saga i cui vaneggiamenti lo rendono simpatico ai fan del gioco. Il nome è informale, dato che la voce del personaggio è usata per far parlare diverse guardie. In Thief: Deadly Shadows a un certo punto è chiamato "Sinclair".

## Nemici
In Thief dovrete affrontare (o meglio evitare) diversi tipi di nemici, convenzionalmente divisi in tre gruppi: umani, creature e non-morti.

### Umani
- Guardie: sono i nemici più comuni nella serie, semplici sentinelle assunte da ricchi nobili o da mercanti corrotti per proteggere i loro beni. Pattugliano gli edifici e le strade, ma sono molto distratte. Si dividono a loro volta in spadaccini e arcieri. Garrett può facilmente sgattaiolare tra di loro anche senza tramortirle o ucciderle. In Thief II alcune guardie indossano dei particolari elmetti protettivi che le rendono immuni allo sfollagente. Quando non sono sospettose o non allarmate dalla presenza di un avversario, le guardie si notano per la grande quantità (dal punto di vista di un ladro) di rumore che fanno: fischiettano, conversano, si lamentano del lavoro, deridono il loro capo... e se ubriache cantano e singhiozzano. Le conversazioni sono molto importanti perché possono fornire indizi sul livello o dettagli sulla storia.
- Seguaci del Martello: gli Hammeriti sono una setta religiosa dal carattere pseudomilitare, armati di un grosso martello che simboleggia la loro fede. Si esprimono in un Inglese arcaico, hanno la barba e indossano delle uniformi rosse e bianche con il cappuccio. L'ordine degli Hammeriti è presieduto dagli alti sacerdoti, vestiti con una tunica rossa e generalmente di età avanzata. I sacerdoti possono lanciare incantesimi, tra cui un martello infuocato che viene scagliato contro il nemico, e se allarmati possono percepire la presenza di Garrett anche nell'oscurità, andando sempre a cercarlo nel punto in cui si nasconde. Si incontrano anche dei novizi Hammeriti, che non attaccano, ma scappano avvertendo le guardie (oppure rimangono attaccati a Garrett come delle ombre in posizione di combattimento, senza poter fare altro data la loro mancanza di armi, un bug delle prime versioni del gioco). Gli Hammeriti sono votati alla distruzione dei non morti, il che li rende le uniche entità viventi (a eccezione del giocatore) capaci di fronteggiare con successo queste creature. Essi li combattono con ferocia a ricordo dell'incidente nel Quartiere Vecchio, che trasformò gran parte dei loro fratelli in non morti e rese la loro antica cattedrale un luogo sacrilego e infestato.
- Meccanicisti: in tutto e per tutto sovrapponibili agli Hammeriti (tranne che per le differenze nella loro filosofia e dottrina, che avranno esiti nel secondo gioco). Scendono direttamente in campo in Thief II e indossano uniformi di tessuto celeste con protezioni dorate. Combattono con una lunga mazza, che sortisce ovviamente gli stessi effetti del tipico martello Hammerita. I sacerdoti invece invocano e scagliano un ingranaggio infuocato. I Meccanicisti reclutano fra le loro file anche degli abili balestrieri.
- Automi: il vero pericolo del culto Meccanicista sono in realtà i loro primitivi robot, che spaziano dalle sentinelle più piccole, il cui unico compito è quello di allertare le guardie, agli enormi droidi da guerra, che sparano bombe esplosive e sono quasi impossibili da distruggere. I robot si possono disattivare lanciando una freccia d'acqua nella loro caldaia posteriore. Vi sono anche delle rare torrette di guardia, che possono essere spente dai centri di controllo o distrutte con frecce esplosive e mine.
- Maghi: appaiono nella torre dei maghi, dove approfondiscono i loro studi sulle entità magiche e affinano le loro arti della Terra, dell'Aria, del Fuoco e dell'Acqua, tanto quanto nella Città Perduta. I Maghi di acqua e fuoco lanciano un proiettile magico (sfera magica e di fuoco rispettivamente). Il mago dell'aria attacca con un proiettile invisibile. Il mago della terra spara liane che possono intrappolare il giocatore così come i ragni giganti possono fare con le loro reti.
- Pagani: sono una setta di adoratori del dio Trickster, l'acerrimo rivale del dio Costruttore. La maggior parte di essi sono facilmente riconoscibili per l'abitudine a non indossare gli abiti comuni del resto della popolazione, e spesso hanno la pelle tatuata. Parlano un Inglese sgrammaticato, e sono più diffusi in prossimità delle aree verdi della Città e del Porto. Disprezzano la tecnologia e gli abitanti della Città e occasionalmente si fanno coinvolgere in tafferugli. Possono essere temibili avversari, ed alcuni di essi, i druidi e gli sciamani, utilizzano degli scettri magici che gli permettono di scagliare incantesimi. In Deadly Shadows viene suggerito che possano anche invocare i non morti.

### Creature
- Burrick: i burrick sono dei grossi lucertoloni sotterranei con un buon fiuto e una vena scavatoria che li porta a realizzare lunghi tunnel sotterranei. Non mordono né azzannano, il loro attacco consiste in un gas tossico abbastanza dannoso (la cui area d'effetto si espande). Possono essere tramortiti e sgattaiolare fra loro è in realtà più facile di quanto sembra.
- Kurshok: i Kurshok sono una razza decaduta di uomini-pesce anfibi che vivono nelle profondità al di sotto della città. L'antica Cittadella è il cuore della loro civiltà (o di quel che ne è rimasto) e un tempo abitavano una grossa città che dominava le caverne. I loro guerrieri sono molto potenti ma lenti d'ingegno, e combattono con delle grosse lame a due mani. Comunicano con versi particolari misti a parole semi-comprensibili. I Kurshok sono acerrimi nemici dei Pagani, che rivendicano una preziosa reliquia rubata dai Kurshok e portata giù nel loro mondo.
- insetti umanoidi: Sono verdi creature-insetto e compaiono nel rifugio dei pagani. Attaccano con nuvole di insetti ronzanti che pungono e sono lenti. Possono essere tramortiti.
- scimmie: compaiono nel rifugio dei pagani. Nel primo gioco usano spade, ma nel secondo combattono con frecce o a mani nude. Sono fastidiose ma non molto agili.
- ragni: i ragni si dividono fra ragni minori e ragni giganti. I ragni minori sono verdi e piccoli. I ragni giganti sono più scuri e circa della stazza di Garrett. Attaccano con le loro fauci e sono pericolosamente veloci. Vi sono alcuni tipi di ragni giganti di colore rosso che sparano ragnatele e colpi magici.
- treant (o alberi semoventi): appaiono come degli alberi normali a distanza, ma chiunque sia tanto incauto da avvicinarsi troppo li "attiverà". Sono rapidi in maniera terrificante e uccidono con facilità. Possono essere danneggiati solo con frecce infuocate, mine e colpi di spada in determinati punti deboli, ma in quest'ultimo caso è difficile abbatterli.
- elementali: si incontrano per la prima volta nel livello della città perduta nel primo gioco, sono simili a dei fuochi fatui. In realtà sono delle grosse sfere di lava volanti che si aggirano fra il magma e le rovine. Non sono molto intelligenti, ma sono tenaci e il loro attacco infuocato fa molto male. Ovviamente le frecce ad acqua li uccidono, mentre quelle di fuoco li fanno crescere. Cercheranno aiuto se incontreranno degli invasori nel loro pattugliamento o se sono prossimi alla morte.
- craymen: uomini granchio riconoscibili dalle loro chele e dai loro versi tipici appaiono in Dark Project nelle rovine del quartiere murato e come alleati del Trickster. In Metal Age si possono trovare le loro teste impagliate nella magione di Gervasius mentre sono completamente assenti in Deadly Shadows.

### Non-morti
Le creature non morte furono inserite nel primo capitolo della serie per non rischiare che il gioco fosse eccessivamente ripetitivo, offrendo ai giocatori la possibilità di dedicarsi alla caccia dei nemici in determinati livelli in cui proporre più azione. Nel secondo gioco occupano uno spazio molto marginale mentre compaiono in diverse delle missioni principali di Deadly Shadows.
I non morti sono praticamente immuni a qualsiasi arma convenzionale, e devono essere affrontati con delle strategie specifiche. L'acqua santa costituisce la migliore opzione per fronteggiarli. La si può trovare in ampolle o in piccole fontane che una volta utilizzate renderanno le frecce ad acqua capaci di danneggiare i non morti ma solo per trenta secondi. Nel terzo gioco questa opzione non è presente, ma le ampolle possono essere lanciate direttamente sul nemico. Anche frecce infuocate e mine sono letali, ma il rumore causato può mettere in allerta altri nemici vicini. Non è altrettanto ovvio invece che anche le bombe abbaglianti danneggiano i non morti, e con un'area d'azione anche maggiore di quella di una freccia infuocata o dell'acqua santa. Per questo sono preferibili da usare contro gruppi di non morti, in modo da danneggiarne più in un colpo.
- zombie: gli zombie sono i cadaveri rianimati di chi è perito sventuratamente in luoghi dove potenti forze maligne infestano l'ambiente, come le miniere stregate, l'ossario o la cattedrale abbandonata. Si aggirano fra questi luoghi (a volte circondati da insetti che vi pungeranno se vi avvicinate troppo) in cerca di carne viva per la loro fame insaziabile. Doppia attenzione va riservata a quelli che fanno i finti morti, per fortuna impiegano un po' di tempo a iniziare a inseguirvi e prima di scattare emettono un verso che vi avverte che vi state avvicinando troppo. Con loro spade e frecce non servono, perché anche se dopo diversi colpi cadono, si rialzeranno sempre come se non fossero stati danneggiati. Fortunatamente non sono molto veloci, e sono anche abbastanza svaniti: se vi perdono di vista per un solo istante si dimenticheranno di voi.
- apparizioni: questi fantasmi traslucidi sono gli spiriti dei preti del martello, di cui mantengono gli stessi attacchi e la stessa pericolosità. Nonostante la natura incorporea, possono essere danneggiati da frecce e spada. Una volta uccisi scompaiono in una nuvoletta. Le apparizioni sono discretamente rumorose, camminando con la stessa pesantezza di un uomo ed emettendo un campionario distorto di voci spettrali quando vicine.
- spettri del martello (o "hammer haunts"): queste presenze sono gli spiriti non-morti degli Hammeriti, e infestano generalmente le cripte al di sotto degli edifici della setta. Appaiono come dei guerrieri del Martello (con alcune differenze nell'abbigliamento) dal volto scheletrico e in genere hanno una spada al posto del martello. Sono molto più pericolosi degli zombie dato che sono molto più veloci, agili e robusti, e ci sentono anche meglio. Hanno un campionario di voci molto atmosferico, con lamenti e urla simili a quelle delle apparizioni, comunque si possono sentire anche delle parole di senso compiuto. Quando camminano e attaccano emettono suoni spettrali che li rendono facilmente localizzabili, oltre che angoscianti.
- folli di Shalebridge (o "puppets"): appaiono soltanto in Deadly Shadows e sono una categoria di non-morti particolarmente coriacea. Ex-internati del Manicomio Shalebridge del quartiere vecchio, dopo il suo abbandono in seguito a un disastroso incendio ne sono divenuti gli unici abitanti. Vestiti di tela di sacco, incappucciati e caratterizzati da movimenti scoordinati e voci terrificanti, sono veloci, robusti e quando passano loro le luci elettriche iniziano a tremolare rivelandone la presenza in anticipo. Sono tra i nemici più inquietanti della serie.
- personale di Shalebridge: sono gli ex-impiegati del manicomio-orfanotrofio Shalebridge. Sono sagome nere, come ombre, che vagano tra i "ricordi" dell'edificio, di quando era ancora abitato. Parlano in modo incomprensibile, sono crudeli e odiano i pazienti.

## Editing di gioco
Un editor di missioni, Dromed, è stato reso disponibile per i primi due videogiochi e per Thief: Gold. Centinaia di missioni dei fan sono state create per questi tre giochi, alcune a livello qualitativo delle missioni originali. Dopo una petizione firmata da migliaia di fan, un editor è stato reso disponibile anche per Thief: Deadly Shadows nel febbraio 2005.

### Il Circolo della Pietra e dell'Ombra
Il Circolo della Pietra e dell'Ombra è un progetto per la creazione di diverse missioni amatoriali basate sull'universo di Thief, e continua la storia della fan fiction Correspondance of Thieves, disponibile anche in italiano. In questa campagna, di cui per il momento è stata resa disponibile solo la prima missione scaricabile dal sito del progetto, si assume il ruolo di Dante, un ladro che si trova nei guai dopo essere scampato a un raid degli Hammeriti, e che trova protezione presso uno dei Protettori, Mastro Nightfall, il signore del Circolo della Pietra e dell'Ombra e Santo Patrono dei Ladri. Mastro Nightfall gestisce un museo che è in realtà una copertura per una serie di attività criminali.
Il progetto procede, anche se lentamente, a causa di problemi di tempo del team di sviluppo.
Daniel E. Todd, il sovrintendente al progetto, ha affermato più volte di voler riscrivere alcuni punti di Correspondance of Thieves e di star lavorando su Correspondance of Thieves II (titolo provvisorio).

### The Hammerite Imperium
Grande progetto legato al mondo di Thief, The Hammerite Imperium ha la possibilità di diventare uno dei migliori prodotti amatoriali ambientati nel mondo creato dai Looking Glass Studios. Le missioni avranno luogo ambientate in un passato lontano in cui gli Hammeriti governavano un vasto impero e il protagonista dovrà cercare di opporsi al risveglio di un grande male destinato a spazzare via tutto quello che l'uomo ha creato fino ad allora. Il progetto procede lentamente ma è possibile seguire il suo avanzare tramite il sito degli sviluppatori.